# Vauchelles-lès-Domart
Vauchelles-lès-Domart là một xã ở tỉnh Somme, vùng Hauts-de-France, Pháp.

## Địa lý
Thị trấn này có cự ly khoảng 16 dặm Anh về phía tây bắc của Amiens, trên đường D158.

## Dân số
| 1962                                                  | 1968 | 1975 | 1982 | 1990 | 1999 |
| ----------------------------------------------------- | ---- | ---- | ---- | ---- | ---- |
| 94                                                    | 112  | 109  | 121  | 138  | 106  |
| Số liệu dân số từ năm 1962, dân số không tính hai lần |      |      |      |      |      |

## Địa điểm nổi bật
- Lâu đài thế kỷ 17 Vauchelles Les Domarts.